# Бахариха (Нижегородская область)
Ба́хариха — деревня в составе Капустихинского сельсовета Воскресенского района Нижегородской области.
Располагается на правом берегу реки Ветлуги.
По данным на 1999 год, численность населения составляла 19 чел.